# 摩德纳主教座堂
摩德纳主教座堂位于意大利北部城市摩德纳，是天主教摩德纳总教区的主教座堂，1184年祝圣，是欧洲最重要的罗曼式建筑之一，并被列为世界遗产。